# 澤武紀行
澤武 紀行（さわぶ のりゆき）は、日本のテノール・オペラ歌手である。富山県射水市出身。

## 概要
桐朋学園大学声楽科首席卒業後、国際ロータリー財団親善奨学生として渡欧後、モーツァルテウム音楽大学在学中より演奏活動を開始した。ベルリン国立歌劇場等のヨーロッパ各地の劇場、音楽祭に出演しており、特にドイツ・フォアポンメルン州立劇場とは専属歌手契約を結んでいる。
ドイツを拠点に日本とヨーロッパを行き来しながら活動していたが、新型コロナウイルスの流行の影響で公演中止が相次いだため日本に帰国。その後、富山銀行のテレビコマーシャル（朝日が昇っていく剱岳を背景に早月川の傍でオペラを歌唱、2021年9月に撮影）に起用され、2021年11月より同行とオフィシャルパートナーを契約している。現在、氷見第九合唱団総監督も務める。
高岡市立国吉義務教育学校の作詞・作曲も、児童が考えた歌詞を原案とした上で手掛けている。